# Бієк
Біє́к (рос. Биек, башк. Бейек) — присілок у складі Буздяцького району Башкортостану, Росія. Входить до складу Тюрюшевської сільської ради.
Населення — 4 особи (2010; 7 у 2002).
Національний склад:
- татари — 86 %